# Associació de Familiars i Amics de Nens Oncològics de Catalunya
L'Associació de Familiars i Amics de Nens Oncològics de Catalunya (AFANOC) és una entitat catalana sense ànim de lucre que treballa per tal de millorar la qualitat de vida dels nens i els joves amb diagnòstic de càncer i les seves famílies. El 2016 va rebre la Creu de Sant Jordi en reconeixement de la seva tasca. L'any 2011 va endegar la Casa dels Xuklis, centre de referència a Europa, on es dona atenció i acollida a les famílies que han de desplaçar-se pels tractaments. També treballa amb les unitats d'oncologia i hematologia dels hospitals de referència de Barcelona, amb delegacions de proximitat a Tarragona i a Lleida.

## Història
L'AFANOC va néixer el 1987 a càrrec de mares i pares amb fills i filles ingressats amb un diagnòstic de càncer. Aquesta experiència els fa diagnosticar un grup de problemes i mancances del càncer infantil, així que es van organitzar per trobar solucions i respostes per tal de millorar la vida d'aquests afectats. Des de la creació de l'associació, s'han iniciat serveis destinats ajudar en la salut psicosocial dels afectats directes i les famílies. Amb els programes posats en marxa també s'intenta normalitzar en la societat aquesta malaltia, per tal que no resulti estranya o distant a ningú.

## Projectes i activitats

### Posa't la Gorra!
Posa't la Gorra! és un conjunt de festes organitzades per l'AFANOC per tal de recaptar diners venent gorres per finançar els altres projectes de l'associació, ja que és la font principal d'ingressos. Així es garanteix la gratuïtat dels serveis a les famílies. El Posa't la Gorra! s'ha convertit en una imatge de solidaritat cap el càncer infantil, contribuint així a normalitzar la malaltia.

#### Història
El Posa't la Gorra! va néixer el 2001 per tal de compartir de manera festiva i entretinguda la realitat del càncer infantil i normalitzar aquesta malaltia. La Gorra va ser creada amb to alegre com sempre s'ha mantingut, reforçant així el positivisme. El primer estampat de la gorra incloïa els Xuklis, i va ser creat per Roser Capdevila. La Gorra anava canviant de color per ser diferenciada dels altres anys. El 2011, la Gorra canvia el seu estil i L'AFANOC comença a col·laborar amb dissenyadors de renom com Kukuxumusu, Munich, Desigual, Pepe Jeans i Mari Ito.

#### Per què la Gorra?
La Gorra és un símbol de solidaritat cap a tots aquells infants i adolescents amb càncer, ja que un dels efectes secundaris que pateixen a causa del tractament és la pèrdua de cabell. És per això que es cobreixen el cap amb una gorra.

### La Casa dels Xuklis
La Casa dels Xuklis és una casa d'acollida de 25 apartaments on es dona estança a infants i adolescents i les seves famílies que venen a fer tractaments de càncer infantil a Barcelona. La casa és accessible principalment a famílies que provenen de tot Espanya, famílies estrangeres que venen via cooperació internacional i famílies derivades des d'altres centres hospitalaris de l'estranger. La casa consta de 25 apartaments (ideats per a una capacitat màxima de quatre persones cadascun) i zones comunitàries com cuina, menjador, llibreria i sala d'estar entre molts altres.

#### Els Xuklis
Els Xuklis són uns éssers màgics que només poden veure els infants que estan malalts de càncer infantil i els acompanyen durant tot el procés de la malaltia. Els Xuklis tenen una mà al cap que simbolitza que xuclen tots els mals rotllos de la malaltia. Els personatges van ser creats per la Roser Capdevila, autora de Les Tres Bessones, i per l'arquitecte Dani Freixes.

### Escola de formació
L'AFANOC ofereix formació per als voluntaris que col·laboren amb l'associació, amb el 'taller de formació inicial' i el 'curs de dol' per als processos de pèrdua, dol i mort.

### Suport
L'AFANOC ofereix suport psicoemocional, educatiu i social per a víctimes del càncer infantil i les seves famílies, amb atenció directa als hospitals: al Servei d’Oncologia i Hematologia Pediàtriques de l'Hospital Matern Vall d’Hebron, des del 1998, i al Servei d'Oncohematologia de l'Hospital Sant Joan de Déu, així com a la Casa dels Xuklis, amb activitats com festes, aniversaris, manualitats, artterapia, pallassos, reflexoteràpia, suport al personal mèdic i d'infermeria, així com acompanyament durant el procés de dol per a famílies que han perdut un fill o filla a causa d'una malaltia oncohematològica. Aquesta ajuda es pot fer individualment, en parelles, amb famílies o en grups de mares i pares.

## Reconeixements
L'Associació de Familiars i Amics de Nens Oncològics de Catalunya ha estat molt reconeguda i premiada durant la seva existència.
- Premi Creu de Sant Jordi 2016 (atorgat per la Generalitat de Catalunya)
- Premi Solidaris del Segur 2014 a la Casa dels Xuklis (atorgat per la Fundación A.M.A)
- Premi El Somriure del festival 2012 (atorgat dins el Festival Internacional de Pallassos de Cornellà de Llobregat)
- Premi a la Solidaritat i Superació 2011 per la Casa dels Xuklis (atorgat per ONCE)
- Premi a la “Millor Iniciativa de Servei al Pacient 2010 a la Casa dels Xuklis (atorgat per Farmaindústria)
- Premi Estatal de Voluntariat Social 2009 (atorgat pel Ministeri de Sanitat y Política Social)
- Premi “Evento Plus al millor Esdeveniment Responsable de l'any 2009 en l'Estat Espanyol (atorgat per Evento Plus)
- Menció Honorífica de Cooperació i Solidaritat 2009 dels premis Ciutat de l'Hospitalet (atorgat per l'Ajuntament de l'Hospitalet de Llobregat)
- Premi Nacional del Voluntariat 2006 (atorgat pel Departament de Governació i Administracions Públiques de la Generalitat de Catalunya.)
- Placa Josep Trueta al mèrit sanitari 2003 (atorgat per la Conselleria de Sanitat de la Generalitat de Catalunya)
- 16è Premi Rueda Rotaria (atorgat pel Club Rotary de Barcelona)
- 1r Premi de Voluntariat Social 1998 (atorgat per la Federació Catalana de Voluntariat Social)

El 24 de febrer de 2017 l'Ajuntament de Barcelona va dedicar el carrer que confronta amb la Casa dels Xuklis a Joana Alemany (Barcelona, 1955 - 2011), que va fundar l'AFANOC l'any 1987 juntament amb el seu marit, Pep Pla, i un grup de pares afectats, quan la seva filla de cinc anys va ser diagnosticada amb leucèmia. Hi va col·laborar durant més de 20 anys.

## Delegacions

### Barcelona
La seu central de l'AFANOC es troba a Barcelona, als baixos de la Casa dels Xuklis, d'aquesta manera l'equip de l'AFANOC pot tenir contacte més directe amb les famílies. També es troba molt a prop dels hospitals de la Vall d'Hebron i de Sant Joan de Déu, així facilita l'atenció i la comunicació amb les famílies i els voluntaris que són als hospitals.
Les unitats mèdiques d'oncologia i hematologia dels hospitals de referència de L'AFANOC se situen a Barcelona i les famílies s'han de mobilitzar per rebre els tractaments corresponents.

### Tarragona
La seu a Tarragona va obrir el 2004 per a millorar els serveis i instal·lacions i resoldre les necessitats concretes dels infants i adolescents i les seves famílies a Tarragona.
La delegació a Tarragona proporciona ajuda psicològica i social durant tot el procés de la malaltia, acompanya als malalts i les seves famílies en l'àmbit hospitalari i en el seu lloc de residència i ofereix els serveis necessaris, per a poder millorar la qualitat de vida d'aquests infants i les seves famílies.

### Lleida
La delegació de Lleida es va estrenar el 2013 amb l'objectiu d'ajudar a cobrir les necessitats de les famílies amb fills o filles amb diagnòstic de càncer de Lleida. Els serveis que s'ofereixen en aquesta delegació són suport psicològic i social i voluntariat a domicili entre moltes altres.